# داش بلاغ بازار
داش‌ بلاغ بازار هي قرية في مقاطعة مراغة، إيران. عدد سكان هذه القرية هو 270 في سنة 2006.